# Бардюка Валерій Віталійович
Вале́рій Віта́лійович Бардю́ка (Бардюк) — лейтенант Збройних сил України, учасник російсько-української війни.

## З життєпису
Станом на червень 2018 року проживає у місті Луцьк.

## Нагороди та вшанування
- Указом Президента України № 854/2019 від 20 листопада 2019 року за «особисту мужність і самовіддані дії, виявлені у захисті державного суверенітету та територіальної цілісності України, зразкове виконання військового обов'язку та з нагоди Дня Десантно-штурмових військ Збройних Сил України» нагороджений орденом «За мужність» III ступеня[2].